# Demario Davis
Demario Davis (nacido el 11 de enero de 1989) es un jugador de fútbol americano de los New Orleans Saints de la National Football League (NFL). Juega en la posición de linebacker. Fue seleccionado por los New York Jets en la tercera ronda del Draft de la NFL de 2012. Jugó fútbol americano universitario en la universidad de Arkansas State.

## Primeros años
La madre de Davis le dio a luz cuando tenía 16 años. Su padre era soldado de carrera en el ejército de los EE. UU. y veterano de combate. Davis asistió al instituto Brandon High School en Brandon, Mississippi, donde fue atleta de tres deportes: fútbol americano, baloncesto y atletismo. En fútbol americano, jugó principalmente como wide receiver en su segundo y tercer año, ayudando a llevar al equipo a su 14.ª aparición en los playoffs en los últimos 16 años con un récord de 7-5. En su último año, registró 81 placajes, seis intercepciones y una captura, mientras que también recibió más de 30 pases para 386 yardas recibidas con cuatro anotaciones. También fue titular en el equipo de baloncesto de Brandon y compitió como saltador de altura con el equipo universitario de atletismo. Fue incluido en el equipo Clarion Ledger All-Metro en fútbol americano.
Davis jugó fútbol americano universitario para los Arkansas State Red Wolves. Lideró al equipo con 80 placajes en su segundo año y obtuvo varios honores de todas las conferencias en sus años junior y senior.

## Carrera profesional
Davis asistió al NFL Scouting Combine en Indianápolis, Indiana y completó todos los ejercicios combinados y posicionales. El 27 de marzo de 2012, asistió al pro day de Arkansas State y eligió realizar la carrera de 40 yardas (4,52 s), carrera de 20 yardas (2,72 s), carrera de 10 yardas (1,63 s), salto vertical (38,5 ") y ejercicios posicionales. Al concluir el proceso previo al draft, la mayoría de los expertos y cazatalentos de la NFL proyectó que Davis sería una selección de tercera ronda. Fue clasificado como el noveno mejor prospecto de linebacker externo en el draft por DraftScout.com.

### New York Jets
Los New York Jets seleccionaron a Davis en la tercera ronda (selección 77 en total) del Draft de la NFL de 2012. Davis fue el décimo linebacker reclutado en 2012.

#### 2012
El 31 de mayo de 2012, los New York Jets firmaron a Davis con un contrato de cuatro años y 2,81 millones de dólares con un bono por firmar de 618.000 dólares.
A lo largo del training camp, Davis compitió contra el veterano Bart Scott por el puesto de weakside linebacker titular. El entrenador en jefe, Rex Ryan, nombró a Davis como el weakside linebacker suplente de tercera línea para comenzar la temporada regular, detrás de Bart Scott y Josh Mauga.
Hizo su debut profesional en la temporada regular en la victoria del partido de apertura de temporada de los Jets por 48-28 contra los Buffalo Bills. El 23 de septiembre de 2012, Davis hizo el primer placaje de su carrera durante el retorno de despeje de una yarda de Marcus Thigpen en el primer cuarto de una victoria en tiempo extra por 23-20 sobre los Miami Dolphins en la semana 3. En la Semana 6, Davis fue ascendido al rol principal de weakside linebacker suplente de los Jets después de que Josh Mauga fuera colocado en la lista de reservas lesionados tras sufrir un desgarrarse en un músculo pectoral la semana anterior. El 21 de octubre de 2012, Davis obtuvo la primera titularidad de su carrera en lugar de Bart Scott y registró siete placajes combinados, el máximo de la temporada, durante una derrota por 29-26 ante los New England Patriots en la semana 7. Permaneció como el weakside linebacker durante los siguientes dos juegos (semanas 8 a 10) mientras Bart Scott se recuperaba de una lesión en el dedo del pie que sufrió en la semana 7. Terminó su temporada de novato en 2012 con 36 placajes combinados (31 en solitario) y una recuperación de balón suelto en 16 juegos y tres titularidades. Registró 15 de sus placajes mientras jugaba en equipos especiales.

#### 2013
Davis ingresó al training camp programado como inside linebacker titular después de que el nuevo coordinador defensivo de los Jets, Dennis Thurman, cambiara de una defensa base 4-3 a una defensa base 3-4. El entrenador en jefe Rex Ryan nombró a Davis y David Harris los inside linebackers titulares para comenzar la temporada regular en 2013.
Comenzó en la apertura de la temporada de los Jets contra los Tampa Bay Buccaneers y registró ocho placajes combinados en su victoria por 18-17. El 22 de septiembre de 2013, Davis recolectó seis placajes combinados e hizo su primer sack de su carrera durante una victoria por 27-20 contra los Buffalo Bills en la semana 3. Capturó al quarterback E. J. Manuel para una pérdida de tres yardas en el tercer cuarto. El 3 de noviembre de 2013, Davis hizo cuatro placajes, desvió un pase e hizo la primera intercepción de su carrera durante una victoria por 26-20 contra los New Orleans Saints en la semana 9. Interceptó un pase lanzado por el quarterback Drew Brees que originalmente estaba destinado a Benjamin Watson y fue placado sin ganancia de yardas en el primer cuarto. En la semana 13, acumuló diez placajes combinados (seis en solitario), el máximo de la temporada, en la derrota de los Jets por 23-3 ante los Miami Dolphins. Terminó la temporada con 107 placajes combinados (63 en solitario), un pase desviado, una captura y una intercepción en 16 juegos y 16 titularidades.

#### 2014
El entrenador en jefe Rex Ryan retuvo a Davis y David Harris como inside linebackers titulares para comenzar la temporada 2014, junto con los outside linebackers Calvin Pace y Quinton Coples. El 14 de septiembre de 2014, Davis registró seis placajes combinados y capturó al quarterback Aaron Rodgers dos veces en la derrota de los Jets por 31-24 ante los Green Bay Packers en la semana 2. En la semana 10, cosechó 12 placajes combinados (11 en solitario), el máximo de la temporada, y rompió un pase durante una victoria por 20-13 contra los Pittsburgh Steelers. Fue su cuarto juego con más de diez placajes combinados en 2014. Terminó su tercera temporada con 116 placajes combinados (79 en solitario), cinco pases desviados y 3.5 capturas en 16 juegos y 16 titularidades. El 30 de diciembre de 2014, el propietario de los New York Jets, Woody Johnson, despidió al gerente general John Idzik y al entrenador en jefe Rex Ryan después de que los Jets terminaran con un récord de 4-12 en 2014.

#### 2015
El entrenador en jefe Todd Bowles decidió retener a los linebackers titulares de los Jets y nombró oficialmente a Davis, Harris, Coples y Pace titulares para comenzar la temporada regular. En la semana 3, acumuló 13 placajes combinados (seis en solitario), el máximo de la temporada, en la derrota de los Jets por 24-17 ante los Philadelphia Eagles. La semana siguiente, Davis hizo dos desvíos de pase y un placaje, el máximo de la temporada, durante una victoria por 27-14 ante Miami Dolphins en la semana 4. Davis terminó la temporada 2015 con 90 placajes combinados (57 en solitario), dos pases desviados y dos capturas en 16 juegos y 16 titularidades. Aunque los Jets terminaron segundos en la AFC Este con un récord de 10–6, no se clasificaron para los playoffs. Obtuvo la decimoquinta calificación general más alta entre 60 linebackers internos calificados por Pro Football Focus.

### Cleveland Browns

#### 2016

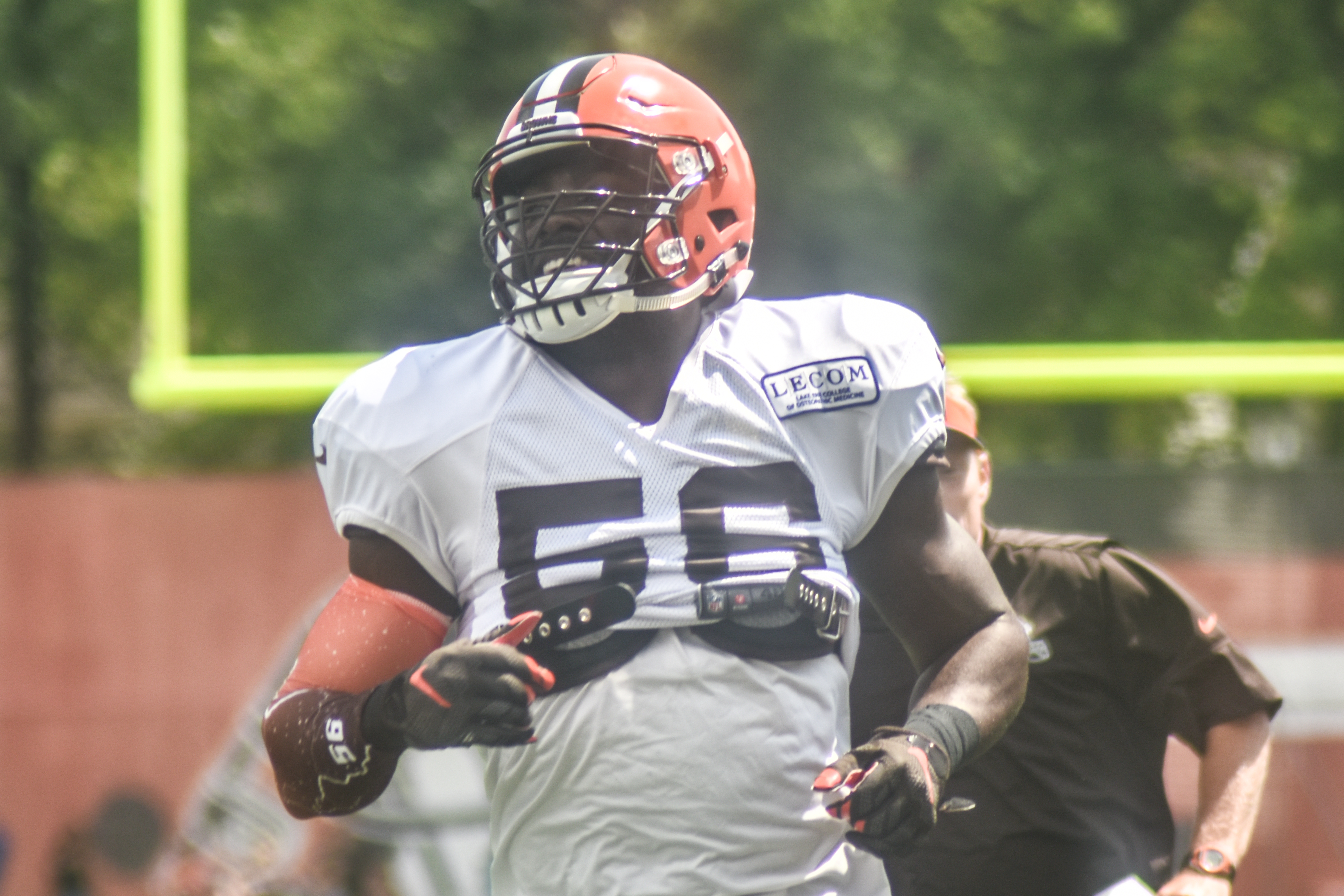
Davis en 2016.

Davis se convirtió en agente libre sin restricciones después de la temporada 2015 y, según los informes, recibió interés de varios equipos, incluidos los Cleveland Browns.
El 16 de marzo de 2016, los Cleveland Browns firmaron a Davis con un contrato de 8 millones de dólares por dos años que incluían 4,10 millones de dólares garantizados y un bono por firmar de 2 millones. El entrenador en jefe Hue Jackson nombró a Davis y Christian Kirksey como inside linebackers titulares para comenzar la temporada regular, junto con los outside linebackers Nate Orchard y Emmanuel Ogbah.
Hizo su debut en la temporada regular de los Cleveland Browns en su apertura de temporada en los Philadelphia Eagles y registró siete placajes combinados en su derrota por 29-10. En la semana 10, Davis registró tres placajes combinados y capturó al quarterback Joe Flacco durante una derrota por 28–7 ante los Baltimore Ravens. El 18 de diciembre de 2016, Davis obtuvo un récord de temporada al empatar diez placajes combinados (ocho en solitario) en la derrota de los Browns por 33-13 ante los Buffalo Bills en la semana 15. Terminó su única temporada con los Cleveland Browns con 99 placajes combinados (59 en solitario), dos pases desviados y dos capturas en 16 juegos y 16 titularidades.

### New York Jets (segundo período)

#### 2017
El 7 de enero de 2017, los Cleveland Browns despidieron al coordinador defensivo Ray Horton después de que su defensa terminara en el puesto 31 de la liga. También terminaron 31° en defensa contra carrera y 21° en defensa de pase. Contrataron al ex coordinador defensivo de Los Angeles Rams, Gregg Williams.
El 1 de junio de 2017, los Cleveland Browns cambiaron a Davis a los New York Jets a cambio de Calvin Pryor. Davis se volvió prescindible después de que el coordinador defensivo de los Browns, Gregg Williams, cambiara a una defensa de base 4-3 que requería un solo linebacker central. También adquirieron a Jamie Collins de los New England Patriots e hicieron que Christian Kirksey y Joe Schobert se convirtieran en titulares viables.
Ingresó al training camp programado como inside linebacker titular, pero se encontró con la competencia de Bruce Carter, Julian Stanford, Spencer Paysinger, Frank Beltre y Connor Harris. El entrenador en jefe Todd Bowles nombró a Davis y Darron Lee los inside linebackers titulares para comenzar la temporada regular.
Comenzó en la apertura de la temporada de los Jets en los Buffalo Bills y acumuló 14 placajes combinados (ocho en solitario), el máximo de la temporada, y se le atribuyó media captura en su derrota por 21-12. El 24 de septiembre de 2017, registró 11 placajes en solitario, el máximo de la temporada, ayudó en un placaje y desvió un pase en la victoria de los Jets por 20–6 contra los Miami Dolphins en la semana 3. En la semana 14, Davis acumuló 13 placajes combinados (diez en solitario) y media captura durante una derrota por 23-0 ante los Denver Broncos. Terminó la temporada 2017 con 135 placajes combinados (97 en solitario), el máximo de su carrera, cinco capturas y tres pases desviados en 16 juegos y 16 titularidades. Sus 135 placajes combinados terminaron sextos en la liga en 2017. Obtuvo una calificación general de 87.3 de Pro Football Focus y recibió la octava puntuación más alta entre todos los linebackers calificados en 2017.

### New Orleans Saints

#### 2018
Davis se convirtió en agente libre sin restricciones en 2018 y recibió el interés de varios equipos, ya que se lo consideraba el mejor linebacker disponible en la agencia libre. Davis dijo que tenía la intención de regresar a Nueva York y consideraba a los Jets como su hogar. Los Jets y Davis no lograron llegar a un acuerdo y Davis afirmó que los Jets nunca le hicieron oficialmente una oferta de contrato, pero posiblemente se debió a su precio de venta. El 19 de marzo de 2018, los New Orleans Saints firmaron a Davis con un contrato de 24 millones de dólares por tres años, con 16 millones garantizados y un bono por firmar de 9,20 millones de dólares.
En la semana 4, Davis registró 11 placajes, dos por pérdida y dos capturas en la victoria por 33-18 sobre los New York Giants, lo que lo valió el Jugador Defensivo de la Semana de la NFC.

#### 2019
En la semana 10 contra los Atlanta Falcons, Davis registró un máximo de equipo de 11 placajes y capturó a Matt Ryan una vez en la victoria por 26-18.

#### 2020
El 12 de septiembre de 2020, Davis firmó una extensión de contrato por tres años y 27 millones de dólares con los Saints.
En la semana 1 contra los Tampa Bay Buccaneers, Davis registró su primera captura de la temporada sobre Tom Brady en la victoria por 34-23. En la semana 3 contra los Green Bay Packers, Davis capturó a Aaron Rodgers en la derrota por 37-30. En la semana 10 contra los San Francisco 49ers, Davis registró un máximo de equipo de 12 placajes y capturó a Nick Mullens una vez durante la victoria por 27-13.

## Vida personal
Davis es un cristiano devoto. Su primo es el difunto ex quarterback de la NFL Steve McNair. Davis se casó en 2012 y tiene cinco hijos.[cita requerida] Durante la temporada 2019, la NFL multó a Davis con 7,000 dólares por usar una diadema en la semana 3 con las palabras "Hombre de Dios", aunque la multa fue revocada más tarde.